# Hunico
Jorge Arias (El Paso, 5 de agosto de 1977), mais conhecido pelo seu nome no ringue Cinta de Oro é um lutador de lucha libre e wrestling profissional estadunidense, trabalhando atualmente para a Lucha Libre AAA Worldwide  (AAA). Arias ficou conhecido por sua passagem na WWE pelos ring names Hunico e Sin Cara.
Arias trabalhou para outras empresas como Asistencia Asesoría y Administración (AAA), Chikara e Total Nonstop Action Wrestling (TNA), além de vencer duas lutas de apostas na lucha libre.

## Florida Championship Wrestling (2009-2011)
Em 14 de dezembro de 2009, Incognito fez uma luta de teste para a World Wrestling Entertainment em um episódio da ECW, juntamente com Julio Cruz, perdendo para Caylen Croft & Trent Barreta. Por conta de sua luta, a WWE ofereceu-lhe um contrato, onde seria enviado para o território de desenvolvimento Florida Championship Wrestling (FCW). Mais tarde ele mudou seu nome para Hunico, mantendo a sua máscara e fantasia. Em abril, ele começou a equipe com Tito Colón, enfrentando os The Usos, que eram os FCW Florida Tag Team Championship, mas foram derrotados. Mais tarde, Tito Colón começou a interpretar um novo personagem, um lutador mascarado chamado "Dos Equis" (mais tarde alterando para "Epico"), então a dupla passou a ser conhecida como Los Aviadores. Em 3 de junho de 2010, ganharam os títulos derrotando os The Usos. Apesar de terem perdido os títulos em 15 de julho para Kaval & Michael McGillicutty, recuperaram eles no dia seguinte, na revanche, até perderem para Johnny Curtis & Derrick Bateman em 13 de agosto de 2011. Em 26 de julho de 2011, em uma edição do NXT, Arias lutou em uma Dark Match contra Justin Gabriel, perdendo a partida.

## 2011-presente
Jorge Arias estreou no SmackDown como Sin Cara, já que Ignascio Alvirde que assume o papel do personagem estava suspenso. Fez sua primeira luta contra Tyson Kidd. Arias continuou como Sin Cara pelas semanas seguintes e participou de uma Battle Royal para determinar o candidato #1 ao WWE World Heavyweight Championship, mas foi eliminado por Mark Henry.
Em 30 de agosto, atacou Daniel Bryan após tê-lo vencido em uma partida, transformando o personagem Sin Cara em "heel". Mais tarde, revelou-se existir dois Sin Caras (Jorge Arias e Ignascio Alvirde). Ambos entraram em uma feud e algumas semanas depois, Arias começou a usar um traje negro. Os dois se enfrentaram no evento Hell in a Cell, mas Arias foi derrotado.
Em uma edição do Smackdown na Cidade do México, ocorreu uma luta "Mask vs. Mask" entre os dois Sin Caras. Arias perdeu para Alvirde, então removeu sua máscara e passou a ser conhecido como Hunico.
Seu personagem agora era de um gangster que entrava em uma bicicleta junto com seu manager Camacho.

## 2014- Sin Cara
Após a saída de Luis Ignascio Urive da WWE, Jorge Arias se tornou o Sin Cara para que o personagem continuasse, indo para o NXT, onde fazia dupla com Kalisto.

## No wrestling
- Movimentos de finalização
  - Como Hunico / Sin Cara
    - High-angle senton bomb
- Movimentos secundários
  - Como Hunico / Sin Cara
    - Enziguiri
    - Diving Headbutt
    - Headscissors takedown
    - Springboard crossbody
    - Wrestling hero slam
- Managers
  - Camacho

## Titulos e prêmios
- Chikara
  - King of Trios (2008) - com El Pantera e Lince Dorado[4]
  - Rey de Voladores (2008)[5]
- Florida Championship Wrestling
  - FCW Florida Tag Team Championship (2 vezes) - com Epico[6][7]
- World Wrestling Association
  - WWA Middleweight Championship (1 vez)[8]
- Pro Wrestling Illustrated
- PWI o colocou como 328° dos 500 melhores lutadores individuais durante a PWI 500 de 2008

### Lutas de Apostas
| Em jogo | Vencedor                        | Perdedor                     | Localidade       | Data         | Notas                                                               |
| ------- | ------------------------------- | ---------------------------- | ---------------- | ------------ | ------------------------------------------------------------------- |
| Máscara | Incognito                       | Rey Guerrero                 | Ciudad Juárez    | Desconhecida |                                                                     |
| Máscara | Incognito                       | El Migra                     | Ciudad Juárez    | Desconhecida |                                                                     |
| Máscara | Sin Cara Azul (Ignacio Almanza) | Sin Cara Negro (Jorge Arias) | Cidade do México | 21/10/2011   | Arias passou a lutar sem máscara e mudou seu ring name para Hunico. |